# Giải Grammy cho bài hát R&B xuất sắc nhất
Giải Grammy dành cho Bài hát R&B xuất sắc nhất được bắt đầu vào năm 1969. Alicia Keys và Stevie Wonder là những nghệ sĩ đã 3 lần thắng giải.

## 2000s
- Grammy Awards of 2009
  - M.S. Eriksen, T.E. Hermansen & Ne-Yo for "Miss Independent" (performed by Ne-Yo)
- Grammy Awards of 2008
  - Alicia Keys, Kerry Brothers, Jr. & Dirty Harry for "No One" (performed by Alicia Keys)
- Grammy Awards of 2007
  - Johntá Austin, Mary J. Blige, Bryan-Michael Cox và Jason Perry for "Be Without You" (performed by Mary J. Blige)
- Grammy Awards of 2006
  - Mariah Carey, Jermaine Dupri, Manuel Seal và Johnta Austin for "We Belong Together" (performed by Mariah Carey)
- Grammy Awards of 2005
  - Alicia Keys, Harold Lilly and Kanye West for "You Don't Know My Name" (performed by Alicia Keys)
- Grammy Awards of 2004
  - Beyonce Knowles, Rich Harrison và Jay-Z for "Crazy in Love" (performed by Beyoncé Knowles và Jay-Z)
- Grammy Awards of 2003
  - Erykah Badu, Madukwu Chinwah, Common, Robert Ozuna, James Poyser, Raphael Saadiq and Glen Standridge for "Love of My Life (An Ode to Hip-Hop)" (performed by Erykah Badu and Common)
- Grammy Awards of 2002
  - Alicia Keys for "Fallin'" (performed by Alicia Keys)
- Grammy Awards of 2001
  - La Shawn Daniels, Fred Jerkins III, Rodney Jerkins, Beyoncé Knowles, LeToya Luckett, LaTavia Roberson và Kelly Rowland for "Say My Name" (performed by Destiny's Child)
- Grammy Awards of 2000
  - Kevin "She'kspere" Briggs, Kandi Burruss, and Tameka Cottle for "No Scrubs" (performed by TLC)

## 1990s
- Grammy Awards of 1999
  - Lauryn Hill for "Doo Wop (That Thing)" 
performed by Lauryn Hill
- Grammy Awards of 1998
  - R. Kelly for "I Believe I Can Fly" 
performed by R. Kelly
- Grammy Awards of 1997
  - Babyface for "Exhale (Shoop Shoop)" 
performed by Whitney Houston
- Grammy Awards of 1996
  - Stevie Wonder for "For Your Love" 
performed by Stevie Wonder
- Grammy Awards of 1995
  - Babyface for "I'll Make Love to You" 
performed by Boyz II Men
- Grammy Awards of 1994
  - Janet Jackson, Jimmy Jam and Terry Lewis for "That's the Way Love Goes" 
performed by Janet Jackson
- Grammy Awards of 1993
  - Babyface, L.A. Reid and Daryl Simmons for "End of the Road" 
performed by Boyz II Men
- Grammy Awards of 1992
  - Marcus Miller, Luther Vandross and Teddy Vann for "Power of Love/Love Power" 
performed by Luther Vandross
- Grammy Awards of 1991
  - MC Hammer, Rick James and Alonzo Miller for "U Can't Touch This" 
performed by MC Hammer
- Grammy Awards of 1990
  - Kenny Gamble and Leon Huff for "If You Don't Know Me By Now" 
performed by Simply Red

## 1980s
- Grammy Awards of 1989
  - Anita Baker, Randu Holland and Skip Scarborough for "Giving You the Best That I Got" (performed by Anita Baker)
- Grammy Awards of 1988
  - Bill Withers for "Lean on Me" (performed by Club Nouveau)
- Grammy Awards of 1987
  - Anita Baker, Louis A. Johnson and Gary Bias for "Sweet Love" (performed by Anita Baker)
- Grammy Awards of 1986
  - Jeffrey Cohen and Narada Michael Walden for "Freeway of Love" (performed by Aretha Franklin)
- Grammy Awards of 1985
  - Prince for "I Feel For You" (performed by Chaka Khan)
- Grammy Awards of 1984
  - Michael Jackson for "Billie Jean" (performed by Michael Jackson)
- Grammy Awards of 1983
  - Jay Graydon, Steve Lukather và Bill Champlin for "Turn Your Love Around" (performed by George Benson)
- Grammy Awards of 1982
  - Bill Withers, William Salter and Ralph MacDonald for "Just the Two of Us" (performed by Grover Washington, Jr. and Bill Withers)
- Grammy Awards of 1981
  - Reggie Lucas và James Mtume for "Never Knew Love Like This Before" (performed by Stephanie Mills)
- Grammy Awards of 1980
  - David Foster, Jay Graydon và Bill Champlin for "After the Love Has Gone" (performed by Earth, Wind & Fire)

## 1970s
- Grammy Awards of 1979
  - Paul Jabara for "Last Dance" 
performed by Donna Summer
- Grammy Awards of 1978
  - Leo Sayer và Vini Poncia for "You Make Me Feel Like Dancing" 
performed by Leo Sayer
- Grammy Awards of 1977
  - Boz Scaggs và David Paich for "Lowdown" 
performed by Boz Scaggs
- Grammy Awards of 1976
  - Harry Wayne Casey, Willie Clarke, Richard Finch and Betty Wright for "Where Is the Love" 
performed by Betty Wright
- Grammy Awards of 1975
  - Stevie Wonder for "Living for the City" 
performed by Stevie Wonder
- Grammy Awards of 1974
  - Stevie Wonder for "Superstition" 
performed by Stevie Wonder
- Grammy Awards of 1973
  - Barrett Strong và Norman Whitfield for "Papa Was a Rollin' Stone" 
performed by The Temptations
- Grammy Awards of 1972
  - Bill Withers for "Ain't No Sunshine" 
performed by Bill Withers
- Grammy Awards of 1971
  - Ronald Dunbar and General Johnson for "Patches" 
performed by Clarence Carter
- Grammy Awards of 1970
  - Richard Lewis Spencer for "Color Him Father" 
performed by The Winstons

## 1960s
- Grammy Awards of 1969
  - Otis Redding và Steve Cropper for "(Sittin' on) the Dock of the Bay" 
performed by Otis Redding